# Xerodes cinerosa
Xerodes cinerosa är en fjärilsart som beskrevs av W. Warren 1895. Xerodes cinerosa ingår i släktet Xerodes och familjen mätare. Inga underarter finns listade i Catalogue of Life.